# Christian Sprenger
Christian Sprenger (født 6. april 1983 i Ludwigsfelde, Østtyskland) er en tysk håndboldspiller, der spiller for den tyske Bundesligaklub THW Kiel. 

## Klubhold
- SC Magdeburg (2002-2009)
- THW Kiel (2009-)

Med SC Magdeburg var blandt andet med til at vinde det tyske mesterskab og EHF Cuppen i 2001, samt Champions League i 2002.

## Landshold
Sprenger spiller desuden for det tyske landshold i 2001, som han debuterede for den 4. januar 2002. Han har (pr. januar 2009) optrådt 46 gange for holdet og scoret 99 mål. 